# Daïra de Merahna
La daïra de Merahna est une daïra d'Algérie située dans la wilaya de Souk Ahras et dont le chef-lieu est la ville éponyme de Merahna.